# Corticium vescum
Corticium vescum är en svampart som beskrevs av Burt 1926. Corticium vescum ingår i släktet Corticium och familjen Corticiaceae.   Inga underarter finns listade i Catalogue of Life.